# Sonata para violín n.º 1 (Beethoven)

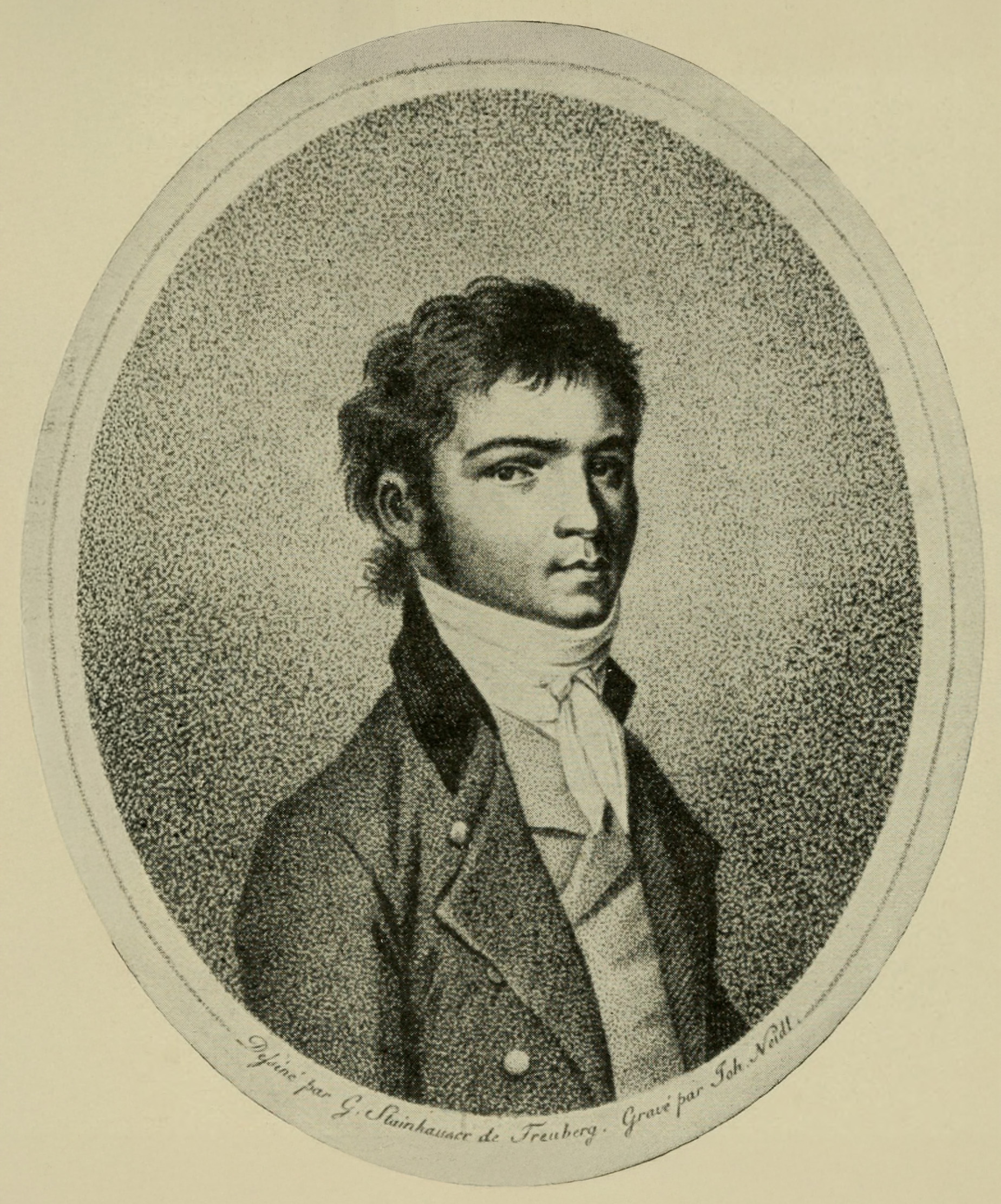
Beethoven en 1796.

La sonata para violín y piano n.º 1 en re mayor Op. 12 n.º 1  es una pieza camerística compuesta por Ludwig van Beethoven entre 1797 y 1798. La partitura está dedicada a Antonio Salieri.

## Historia

### Composición
Las tres sonatas para violín y pianoforte que conforman el Opus 12 son las Sonatas n.º 1, n.º 2 y n.º 3. La composición de la primera sonata del conjunto se inició con los movimientos primero y segundo que probablemente se empezaron a escribir a finales de 1795, mientras que el resto del opus entre finales de 1796 y principios de 1798 y se finalizó como muy tarde en el verano de 1798. Se trata de obras muy tempranas, de una época en que Beethoven estaba estudiando con Joseph Haydn. Aún estaba formando su propia voz, poderosa y única, y escribía en un estilo clásico muy similar al de Mozart o Haydn. Cada sonata muestra una deuda con Mozart, en especial las dos primeras.

### Publicación

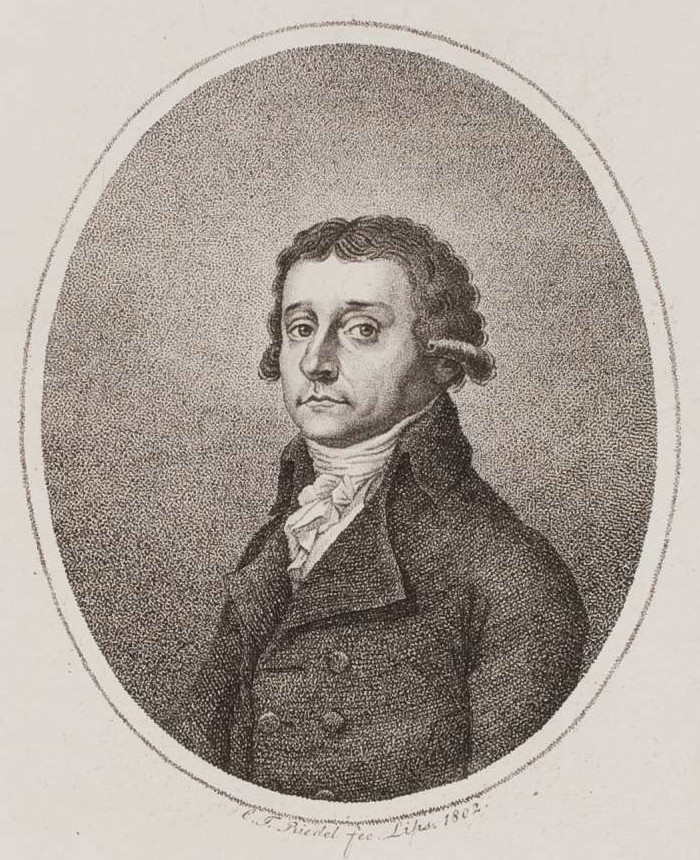
Antonio Salieri, dedicatario de la pieza.

La primera publicación de la pieza fue llevada a cabo por la editorial Artaria en enero de 1799 en Viena bajo el título "Tre Sonate per il Clavicembalo o Forte-Piano con un Violino" (Tres sonatas para clavicémbalo o pianoforte con un violín). En los albores del Clasicismo las sonatas para violín asignaban la mayor parte del material musical al instrumento de tecla, ya sea clavecín o pianoforte, mientras que la parte del violín tenía relativamente escaso interés e incluso podía ser omitida. Esta tradición explica porqué las piezas del Op. 12 fueron publicadas como "para clavicémbalo o fortepiano con un violín", si bien esta denominación ya no era apropiada por varias razones. El violín ostenta un papel destacado en las tres sonatas, al igual que ocurrió con el violonchelo en las Sonatas Op. 5. Por otra parte, la parte para tecla con todos sus sforzandi, crescendi y diminuendi, no se podía tocar de manera satisfactoria en un clavecín, que ya eran casi obsoletos en Viena.
La dedicatoria de todo el Op. 12 era para Antonio Salieri, compositor italiano que fue uno de sus maestros. Dado que Beethoven era muy cuidadoso a la hora de elegir a sus dedicatarios, puede sorprender la decisión de dedicar estas piezas a este popular compositor de óperas. Salieri era compositor de la corte imperial vienesa, Kapellmeister y durante un tiempo ostentó el cargo de presidente de la Tonkünstler-Societät (Sociedad de músicos). Todo ello le convertía en el músico más influyente en la Viena de aquel momento. Beethoven pensó que dedicarle música instrumental significativa sería un acierto, con la ventaja añadida de que era poco probable que provocara las críticas de un compositor especializado en ópera.

## Estructura y análisis
La sonata consta de tres movimientos:
- I. Allegro con brio, en re mayor 4
4
- II. Tema con variazioni. Andante con moto, en la mayor 2
4
- III. Rondo. Allegro, en re mayor 6
8

La interpretación de esta obra dura aproximadamente 20 minutos.

### I.Allegro con brio
El primer movimiento, Allegro con brio, está escrito en la tonalidad de re mayor, en compás de 4/4 y sigue la forma sonata. Tras una breve introducción dramática, el violín presenta un tema grácil y ligero, marcado con la indicación de tempo Allegro con brio. Al igual que en su primer trío con piano, la pieza se abre con una fanfarria de espíritu festivo. El piano retoma el tema inicial de inmediato, el violín introduce otra idea y luego ambos elaboran los dos temas. La sección de desarrollo es más seria y su sonido más típico del Beethoven maduro.

### II.Tema con variazioni. Andante con moto
El segundo movimiento, Tema con variazioni. Andante con moto, está en la mayor, en compás de 2/4 y adopta la forma de tema con variaciones, en lugar de la estructura ternaria habitual. Está dominado por el piano, al que, de hecho, concede un papel bastante prominente en sus primeras sonatas para violín. El piano introduce un tema majestuoso pero juguetón, que progresa a través de algunos desarrollos vivos y dramáticos en las cuatro variaciones inventivas que Beethoven elabora.

### III.Rondo. Allegro
El tercer y último movimiento, Rondo. Allegro, retoma la tonalidad inicial, el compás es 6/8 y responde a la forma rondó. El Finale es ligero y elegante, el piano toma la iniciativa al principio con un tema saltarín y atractivo. La tensión aumenta a medida que avanza la música, pero predomina el buen humor.

## Recepción de la obra

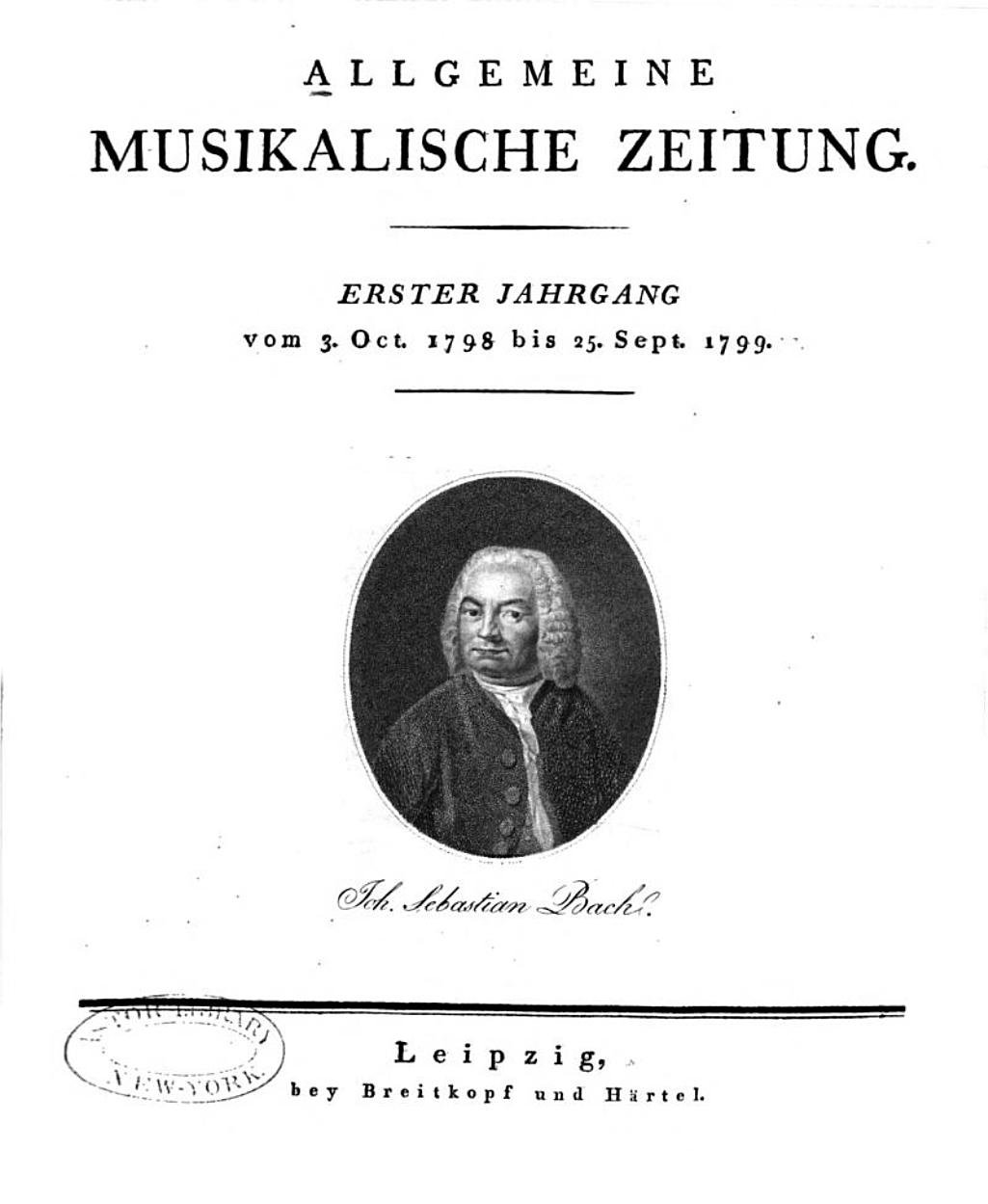
Allgemeine musikalische Zeitung I 1798-1799

La reacción de sorpresa del público ante las primeras sonatas para violín de Beethoven, se dice que incluso el dedicatario Antonio Salieri reaccionó alienado ante el novedoso estilo de la música. Esto se refleja en la crítica del Allgemeine musikalische Zeitung en 1799:

«Es innegable, Herr von Beethoven camina a su aire: ¡pero qué paseo tan extraño y laborioso! Aprendido, enseñado y siempre enseñado y ninguna naturaleza, ningún canto [...] Una obstinación por la que se siente poco interés, una búsqueda de modulaciones raras, un disgusto por la conexión ordinaria, una acumulación de dificultad sobre dificultad que hace perder la paciencia y la alegría en ello.»
Allgemeine musikalische Zeitung, 1799

El compositor Robert Schumann lo rebatió cuando escribió en Neue Zeitschrift für Musik en 1836:

«Sí, está en el curso de la naturaleza y en la naturaleza de las cosas. Mientras tanto, han pasado treinta y siete años: el nombre de Beethoven se ha desplegado como un girasol en el cielo, mientras que el crítico se encoge como una ortiga apagada en una buhardilla.»
- Robert Schumann: Neue Zeitschrift für Musik, 1836

## Grabaciones selectas
- Yehudi Menuhin (violín), Wilhelm Kempff (piano)
- Itzhak Perlman (violín), Vladimir Ashkenazy (piano)
- Kristóf Baráti (violín), Kiára Würtz (piano)
- Leonidas Kavakos (violín), Enrico Pace (piano)
- Pamela Frank (violín), Claude Frank (piano)
- David Oistrakh (violín), Lev Oborin (piano)
- Jascha Heifetz (violín), Emmanuel Bay (piano)